# Meteorium flexicaule
Meteorium flexicaule är en bladmossart som beskrevs av Wilson in J. D. Hooker 1854. Meteorium flexicaule ingår i släktet Meteorium och familjen Meteoriaceae. Inga underarter finns listade i Catalogue of Life.